# Rourea revoluta
Rourea revoluta är en tvåhjärtbladig växtart som beskrevs av Jules Émile Planchon. Rourea revoluta ingår i släktet Rourea och familjen Connaraceae. Utöver nominatformen finns också underarten R. r. glabra.